# Dendrobium strepsiceros
Dendrobium strepsiceros är en orkidéart som beskrevs av Johannes Jacobus Smith. Dendrobium strepsiceros ingår i släktet Dendrobium, och familjen orkidéer. Inga underarter finns listade i Catalogue of Life.